# قشلاق حاج احمد خان (مقاطعة بيله سوار)
قشلاق حاج احمد خان (بالفارسية: قشلاق حاج احمدخان) هي منطقة سكنية تقع في إيران في أردبيل.